# 塚山エリコ
塚山 エリコ（つかやま えりこ、12月11日 - ）は、東京都世田谷区出身の作曲家、編曲家、キーボーディスト。日本音楽著作権協会正会員、一般社団法人MPN所属。

## 経歴
音楽家として活動していた祖父母や伯父、叔母の影響で幼少よりピアノを弾き始め、高校在学中にプロ奏者としてデビュー。テレビ・ラジオ・ステージなどヤマハ関連の仕事をしながら、「大正テレビ寄席」、「ラブアタック!」、「おはようスタジオ」などのテレビ番組でエレクトーン奏者として活動。その後キーボーディストとして活動しながら作・編曲の勉強を重ね、1987年ごろから作・編曲家に転向。最近では、作・編曲の活動の合間を縫い、ピアノ・オルガンライブ等も行っている。
2015年、塚山 エリコ（キーボード）・土方隆行（ギター）、コモブチキイチロウ（エレクトリックベース）・渡嘉敷祐一（ドラムセット）のメンバーでフュージョン・バンドPOPPIN'4を結成。
2017年、ニューヨーク録音POPPIN'4・1st.アルバム「Made in Manhattan」をキングレコードからリリース。
2020年、バンド結成5周年記念として、ラジオ出演・記念ライブ等多岐にわたる活動を展開。
2022年、東京・ニューヨークで録音したPOPPIN'4・2ndアルバム『from TOKYO』をBravo Recordsからリリース。

## 主な提供作品

### アーティスト提供
- 中森明菜「ボン・ボヤージュ」（作曲）（『プロローグ〈序幕〉』に収録）
- 島田歌穂「ブルー・エンジェル」（ダンス教材）
- 宇野ゆう子「『金子みすゞ』」の世界」

その他、桑田靖子、土居裕子、國府田マリ子、森みゆき、宮田恭男、緒方恵美、山本正之、堀江美都子、栗原みきこ、神崎ゆう子、田中真弓、山野さと子、内田順子 他多数に提供。

### テレビ・V-シネマ
- TBSテレビ
  - 愛の劇場『銀座まんまんなか!』（作曲・編曲）
  - 『中居正広の金曜日のスマイルたちへ』（番組BGM用音楽器楽曲編曲 他）
  - 『おサイフいっぱいクイズ! QQQのQ』（番組テーマ 他）
  - 『うたばん』中で使用された『ミュージックフェア』と『ミュージックステーション』のテーマのリアレンジ（2002年）
  - 『史上最強のクイズ王決定戦』（作曲・編曲）（レコーディング：1994年）
  - 『バリキン7 賢者の戦略』（劇伴・お絵かきコーナー）（作曲・編曲）
  - 『Toki-kin急行 好きだよ!好きやねん』（「ザ・ベストテン」コーナー 音楽）
- NHK教育『100語でスタート!英会話』2005』（英会話CDの作曲・編曲・音楽制作）
- 『ロンタイBABY』（作曲・編曲・サウンドトラック）

他 多数

### ミュージカル
- 『アンバランス』（玉野和典脚本・演出・振付）（全曲書き下ろし）
- 『シンドバッドの大冒険』（劇団プラネット・ミュージカル）（音楽制作）他

### ゲーム音楽
- 『らいむいろ戦奇譚』（ゲーム版音楽・サウンドトラック）※テレビ・アニメ版製作は携わらず。
- 『ガーディアンエンジェル』（サウンド・コレクションあり）（11曲を担当）
- 『ふらせら』（サウンドトラックCD：2枚組中の1枚に塚山作品が収録）
- 『ときめきメモリアル「サウンド・コレクション」』CDアルバム（サウンド・トラック）/コナミ

### CM音楽
- デロンギ・エスプレッソ・メーカー（監督：新藤兼人）
- 豊年サラダ油（1993年：BGMとサウンドロゴ）
- 日立建機・ザクシスアーク（2001年）
- タカラトミー（メーカー・サウンドロゴ）
- ワシントン グループホテル（BGM製作）他 多数

### 子供向け音楽
- ベネッセコーポレーション・こどもちゃれんじ「しまじろう」ビデオ・ミュージックCD音楽多数
- 日本コロムビア・子供向け/ 初等教育機関向けCD 他

### ヒーリング音楽
- 「Orgole+プラス/オルゴールぷらす」シリーズ（2007年，2008年）
  - オルゴールと生楽器を組み合わせたシリーズ（全曲編曲）

### その他
- 「レオマワールド」
- NHK 『みんなのうた』「チチンプイプイ」「ジャブジャブ音頭」

### アーティスト・サポート（演奏）
- 野田ユカ （2000年）
  - 野田の「カリブの夢」ライブでは、岡本郭男、渡辺直樹、数原晋、ボブ・ザングら塚山のレコーディングの常連である一流スタジオ・ミュージシャンがサポートに入った。
- ソニン （2004-2005年、TV/ライブ）
- 右藤綾子 （2007年）
  - 右藤の2007年4月のライブの模様は、携帯でライブ映像を配信する一例として、NHKのニュースで一部紹介された。

## 独自の活動

### CD
- ヒーリング音楽「Melody Of Healing『塚山エリコ』」（テイチクエンタテインメント）
- POPPIN'4 1st.アルバム「Made in Manhattan」（キングレコード）
- POPPIN'4 2nd.アルバム「from TOKYO」（Bravo Records）

参加ミュージシャン
- Keyboards：塚山エリコ
- Guitar：土方隆行
- E.Bass：コモブチキイチロウ
- Drums：渡嘉敷祐一
- Latin Percussion：Pedrito Martinez
- Trumpet：Tony Kadleck, Jim Hynes, Barry Danielian
- Saxophpne：Aaron Heick, Andy Snitzer
- Trombone：Mike Davis, Jeff Nelson

## 主な提供作品

### 楽譜出版
数多くの楽譜を出版しているが，最近はジャズのスタンダードをピアノやキーボードソロで弾くことを目的とした上級者向きの楽譜製作が多い。いずれも出版はヤマハミュージックメディア。
- 5 セレクション: 塚山エリコ 1, 2
- アーティスト・ベスト・コレクション 28: ボブ・ジェームズ
- エレクトーン ポップスコアシリーズ: 塚山エリコ 1, 2
- テイク・ザ・エレクトーン: 塚山エリコ　ベスト
- ジャズ・タイム　16: 塚山エリコ 1, 2
- ジャズ・タイム・ベスト 1, 2　(複数編曲家参加楽譜）
- 複数編曲家参加楽譜
  - エレクトーングレード5-3級 STAGEA ポピュラーシリーズ(12)ポップスコアベスト（『エレクトーン ポップスコア』シリーズ「塚山エリコ 1」からオリジナル曲「Orange Sunshine」収録）
  - ピアノソロ 上級 ステージで弾きたいジャズシリーズ（全4冊シリーズ：うち3冊にそれぞれ1、2曲ずつ収録）

また，2005年には自らPleasant Musicを設立。自身の楽譜をインターネット配信するサービスを開始した。

### 演奏活動
主に作曲/編曲の仕事に携わっているが、ジャズ・キーボーディストとしてライブ活動もコンスタントに続けている。